# Manuel da Silva Mafra
Manuel da Silva Mafra, o Conselheiro Mafra (Desterro, 12 de outubro de 1831 — Niterói, 11 de março de 1907) foi um advogado e político brasileiro.

## Biografia
Filho de Marcos Antônio da Silva Mafra e de Maria Rita da Conceição Mafra.
Bacharelou-se em direito pela Faculdade de Direito de São Paulo, em 1855, e então voltou para Desterro. Foi nomeado promotor público de São José (Santa Catarina), cargo que exerceu até 1857, quando foi designado juiz municipal. 
Está sepultado no Cemitério do Hospital de Caridade de Florianópolis.

## Carreira
Foi deputado estadual à Assembleia Legislativa Provincial de Santa Catarina na 13ª legislatura (1860 — 1861), na 17ª legislatura (1868 — 1869), na 19ª legislatura (1872 — 1873), na 22ª legislatura (1878 — 1879), e na 25ª legislatura (1880 — 1881).
Foi deputado geral do Império na 18ª legislatura (1882 — 1884) e na 19ª legislatura (1885 — 1886). 
Foi presidente da província do Espírito Santo, nomeado por carta imperial de 16 de fevereiro de 1878, de 16 de dezembro de 1878 a 25 de janeiro de 1879.
Foi ministro da Justiça no Gabinete Martinho Campos, de 1 de fevereiro a 3 de julho de 1882.

## Representação na cultura

O município catarinense de Mafra, fundado em 1917, tem em seu nome uma homenagem a Manuel da Silva Mafra por sua dedicação à solução do impasse judicial entre Santa Catarina e Paraná.

É patrono da cadeira 33 da Academia Catarinense de Letras.
A solução judicial da Guerra do Contestado deve-se ao dossiê por ele elaborado, intitulado Exposição Histórico-Jurídica por Parte do Estado de Santa Catarina.  Em homenagem à sua vitória na questão dos limites entre os Estados de Santa Catarina e Paraná, seu nome foi dado ao município de Mafra, este na margem esquerda do rio Negro, desmembrado do município de nome homônimo ao rio, que ficou pertencendo ao Paraná. 
Em Florianópolis há a rua Conselheiro Mafra (antiga rua do Príncipe), uma das mais importantes no centro da capital catarinense pelo seu papel econômico e histórico.  Em Brusque há também a rua Manoel da Silva Mafra.
Em 30 de dezembro de 2005, foi instituida a Medalha Conselheiro Mafra pela Lei Complementa Nº 317 do Procuradoria Geral do Estado de Santa Catarina. 

## Obras
- Jurisprudência dos Tribunaes - Vol. 1 (1841)
- Jurisprudência dos Tribunaes - Vol. 2
- Jurisprudência dos Tribunaes - Vol. 3 (1866)
- Repertório ou Índice alphabetico da lei de alistamento militar (1875)
- Novo Formulario - dos Termos do Processo do Inquerito Policial da Formação da Culpa e do Julgamento perante o Jury conforme a Nova Reforma Judiciaria (1877)
- Promptuáio das Leis de Manumissão (1877)
- Exposição Histórico-juridica por Parte do Estado de Santa Catharina (1899)
- Repertório ou Índice alphabetico da nova organização da justiça do Distrito Federal (1891)